# Rodongja Sinmun
Rodongja Sinmun (tiếng Triều Tiên: 노동자신문; Hancha: 勞動者新聞; Romaja: Lao động gia Tân văn, Báo Người lao động) là cơ quan ngôn luận của Ủy ban Trung ương Tổng Liên đoàn Chức nghiệp Triều Tiên, liên đoàn công đoàn nằm dưới sự kiểm soát của chính phủ Cộng hòa Dân chủ Nhân dân Triều Tiên.
Rodongja Sinmun có trụ sở tại Bình Nhưỡng và tổng biên tập là Ri Song-ju.
Tờ báo này chính thức ra mắt độc giả Bắc Triều Tiên vào tháng 2 năm 1948.